# Xihna
Xihna (pot aparèixer com a Shihna) fou un govern militar en alguns estats musulmans. El nom apareix al segle ix i equivalia a un grup d'homes armats que tenien la custòdia d'una ciutat. Progressivament la xihna fou el govern militar d'una ciutat. La xihna més notable fou la de Bagdad, especialment rellevant sota els seljúcides, ja que el shihna o governador militar de Bagdad no sols era el governador de la capital califal, sinó també el representant del sultà seljúcida davant el califa. Va subsistir sota els mongols i les dinasties turcmanes que els van seguir, per desaparèixer després.